# Dasyrhicnoessa platypes
Dasyrhicnoessa platypes är en tvåvingeart som beskrevs av Saskawa 1986. Dasyrhicnoessa platypes ingår i släktet Dasyrhicnoessa och familjen Canacidae. Inga underarter finns listade i Catalogue of Life.